# Hofbrauhaus
Viele als Hofbrauhaus (auch: Hofbräuhaus oder kurz Hofbräu) bezeichnete Brauereien oder Brauhäuser leiten ihr Präfix Hof von dem Umstand ab, dass sie zu Zeiten fürstlicher Regenten als Hoflieferanten das Privileg besaßen, einen Hofstaat mit Bier zu versorgen.
Dagegen leiten die Hofbräuhäuser in Altbayern den Präfix Hof von der historischen Gegebenheit ab, dass sich alle bis zum Ende des Weizenbiermonopols 1798 im Besitz der bayerischen Herzöge und Kurfürsten befunden hatten. Die Hauptaufgabe der bayerischen Hofbräuhäuser bestand hier nicht darin, den bayerischen Hofstaat mit Bier zu versorgen, sondern vielmehr den bayerischen Staatshaushalt mit Geld zu versorgen. Das Staatliche Hofbräuhaus in München, das einzige in Staatsbesitzt verbliebene Hofbräuhaus, erfüllt diese Aufgabe bis heute in vorbildlicher Weise.
Es finden sich heute aber auch „Hofbrauhaus“ genannte Betriebe, deren Brauereien inzwischen ausgelagert sind und in deren historischen Gebäuden lediglich noch eine Gaststätte mit Bierausschank geführt wird.

## Bekannte Betriebe
Nachfolgend sind bekannte als Hofbrau- oder Hofbräuhäuser bezeichnete Brauereien und Brauhäuser nach ihrer aktuellen Funktion aufgelistet:

### Brauereien
- Hofbrauhaus Freising
- Hofbrauhaus Heinrich Brüne, Bad Arolsen
- Hofbrauhaus Wolters, Braunschweig
- Staatliches Hofbräuhaus, München
- Hofbräuhaus Traunstein
- Stuttgarter Hofbräu
- Würzburger Hofbräu

### Brauhäuser
Nachfolgende Hofbrauhäuser verbinden als Brauhäuser die Bierherstellung zugleich mit einem gastronomischen Betrieb innerhalb des Brauereigeländes:
- Hofbrauhaus Berchtesgaden mit Bräustüberl

### Gaststätten in vormaligen Brauereigebäuden
- Hofbräuhaus am Platzl in München, ehemals die Brauerei des Staatlichen Hofbräuhauses (auch: Münchner Hofbräu bzw. Hofbräu München), heute Bierausschank, Gaststätte und weltweiter Inbegriff des Hofbräuhauses
- Hofbräukeller in München, von 1896 bis 1988 zweiter Standort der Brauerei des Staatlichen Hofbräuhauses, nur noch in Teilen als gleichnamiger Gastronomiebetrieb genutzt.

## Aufgelöste Betriebe
Die Gebäude der Brauereien Hofbrauhaus Coburg und Hofbräuhaus Landshut wurden aus Denkmalschutzgründen erhalten, werden aber nicht mehr von Betrieben als Brauerei oder Brauhaus mit dem Präfix Hof genutzt.
Die Bierproduktion der Hofbräu Bamberg wurde 1977 eingestellt, das Gebäude wenig später durch einen anders genutzten Neubau ersetzt.

## Abgrenzungen
Unabhängig von der siehe oben beschriebenen Ableitung des Präfix Hof leiten sich nachfolgende Betriebe nicht von dem Bezug zu einem fürstlichen Hofstaat ab.

### Am Hof
- Cölner Hofbräu P. Josef Früh, benannt nach dem Platz Am Hof in Köln

### Imitate
- Hofbräuhaus Las Vegas, ein Nachbau des Münchner Hofbräuhauses